# Königswinter
Königswinter é uma cidade da Alemanha localizada no distrito do Reno-Sieg, região administrativa de Colônia, estado da Renânia do Norte-Vestfália.
Königswinter tem um monumento ao poeta Wolfgang Müller, uma igreja católica e outra evangélica.  A Catedral de Colônia foi construída com as pedras extraídas da montanha em 1267. Ao lado norte da montanha encontra o Palacio de Drachenburg construído em 1883.